# 권수창
권수창(權秀昌, 1943년 1월 17일 ~ 1997년 7월 18일)은 대한민국의 정치인이다. 제15대 국회의원을 지냈다.
제15대 국회의원 재임 중이던 1997년 7월 18일에 지병으로 사망하였다.

## 학력
- 안양초등학교
- 안양중학교
- 경기공업고등학교
- 중앙대학교 경영학과졸
- 중앙대학교 사회개발대학원

## 경력
- 태고종 승려
- 안양JC회장
- 평통정책자문위원
- 안양상의협회조합연합회장
- 반공연맹 안양시지부장
- 경기도의원
- 자민련 정치발전부위원장ㆍ경기도지부장

## 역대 선거 결과
|  | 16.65% |

|  | 16.66% |

|  | 28.54% |